# Skider
Skider je vrsta šumskih teških vozila, koja se koriste u šumarstvu u operaciji izvlačenja posječenih stabala iz šume.
Skider je zglobno vozilo s četiri kotača jednakih dimenzija, formule pogona 4x4. Prve skidere vukle su zaprežne životinje, zatim su se pojavili skideri na parni pogon pa na motorni pogon. Današnji skideri mogu biti na kotačima ili imati gusjenice. Drva se privlače vitlom ili se umjesto vitla mogu koristiti kliješta.
Pri privlačenju drva, odignuti kraj tovara se oslanja na zadnji dio skidera te se dinamička opterećenja prednje i zadnje osovine izjednačavaju ili su ovisno o položaju drva u tovaru, veličini tovara i nagibu terena, opterećenja na zadnjoj osovini veća. Konstrukcijskim rješenjima, na prednjoj osovini skidera se raspodjeluje oko ⅔ ukupne mase. Takva raspodjela mase skidera je potrebna zbog načina rada i osiguranja dobre uzdužne stabilnosti skidera. Manji skideri koriste se za proredne sječe, a veći za sječe glavnoga prihoda.
U Hrvatskoj se u Bjelovaru proizvode domaći skideri Ecotrac 55V, 120V i 140 V, nastali suradnjom Fakulteta šumarstva i drvne tehnologije, "Hrvatskih šuma" i poduzeća "Hittner". Ostale poznate marke skidera su: Timberjack, LKT, John Deere, Kockums i dr.